# Puente Hohe
El puente Hohe (en alemán: Hohe Brücke, literalmente puente Alto) es un puente sobre el Tiefer Graben ('Zanja profunda') en Innere Stadt, Viena, Austria. Une las dos partes de Wipplingerstraße, que solían estar separadas por un arroyo.
Durante mucho tiempo hubo una lotería al lado del puente, y mucha gente en Viena recuerda su antiguo eslogan publicitario, «Über die Hohe Brücke führt der Weg zum Glucke» (a lo largo del puente alto se llega al camino de la suerte).
El puente actual fue diseñado por Josef Hackhofer y construido entre 1903 y 1904.